# アップかんなべスキー場
アップかんなべスキー場（あっぷかんなべスキーじょう）は、兵庫県豊岡市日高町栗栖野にあるスキー場である。アドバンス株式会社が運営している。

## 概要
豊岡市の神鍋高原に位置している。ゲレンデは休火山である神鍋山の山麓に広がっている。
初中級者、ファミリー向けのコースが多いが、北壁コースは最大斜度33度を誇り、上級者向けとなっている。

## ゲレンデ
- うえの平コース（初級者向け）
- 中央コース（初級者・中級者向け、ナイター営業コース）[1]
- みやの森コース（中級者向け、ナイター営業コース）
- 北壁コース（上級者向け）
- 雪のゆうえんち（うえ野平・中央）[1][3]

子どもとその家族を対象とした雪遊びエリア。そりだけでなく、スノーモービルやラフティング体験ができる。

## 施設
- リフト：5本（クワッド・トリプル各1本、ペア3本）[1]
  - 山頂クワッド (682m)
  - みやの森トリプル (637m)
  - 山頂ペア (610m)
  - 北壁ペア (321m)
  - うえの平ペア (321m)
- 駐車場 1000台[1]

## グリーンシーズン
夏季は「神鍋高原キャンプ場」として営業している。キャンプやグランピング（日帰り・宿泊）、様々なアクティビティが体験できる。詳細は公式サイトを参照。

## 交通アクセス
自動車
- E72 北近畿豊岡自動車道 日高神鍋高原ICより約15分[1]。

公共交通機関
- 西日本旅客鉄道（JR西日本）山陰本線 江原駅より全但バスで約30分[1]。

## 周辺
- 道の駅神鍋高原[5] - スキー場に隣接している。
  - 天然温泉 ゆとろぎ（日帰り入浴施設）[3][5]
- フェアフィールド・バイ・マリオット・兵庫神鍋高原（ホテル公式サイトも参照）[5]
  - 積水ハウスとマリオット・インターナショナルの共同事業によるホテルで、2022年（令和4年）11月1日に開業した（兵庫県内では初開業）[5][6]。